# Lorca

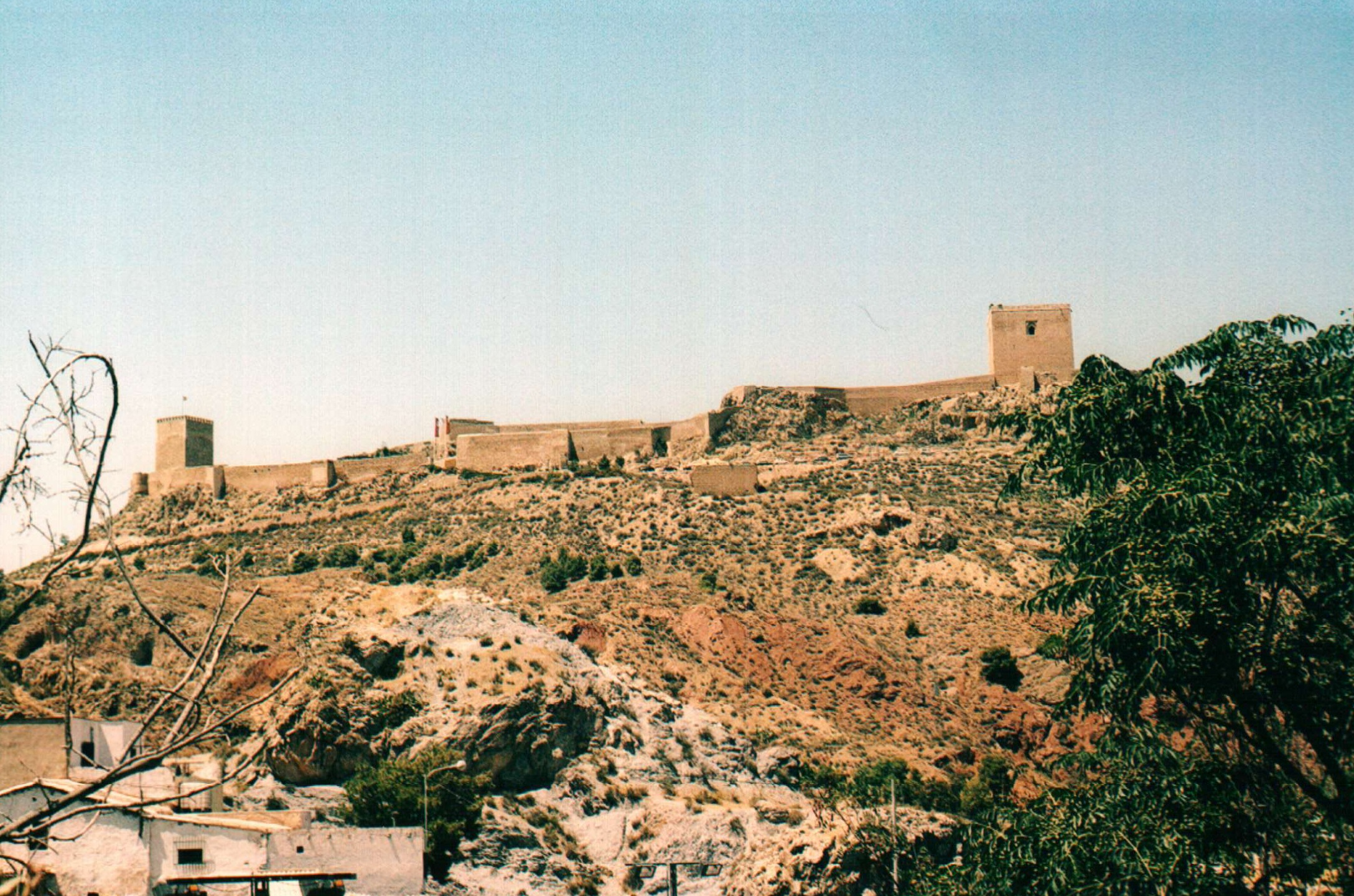

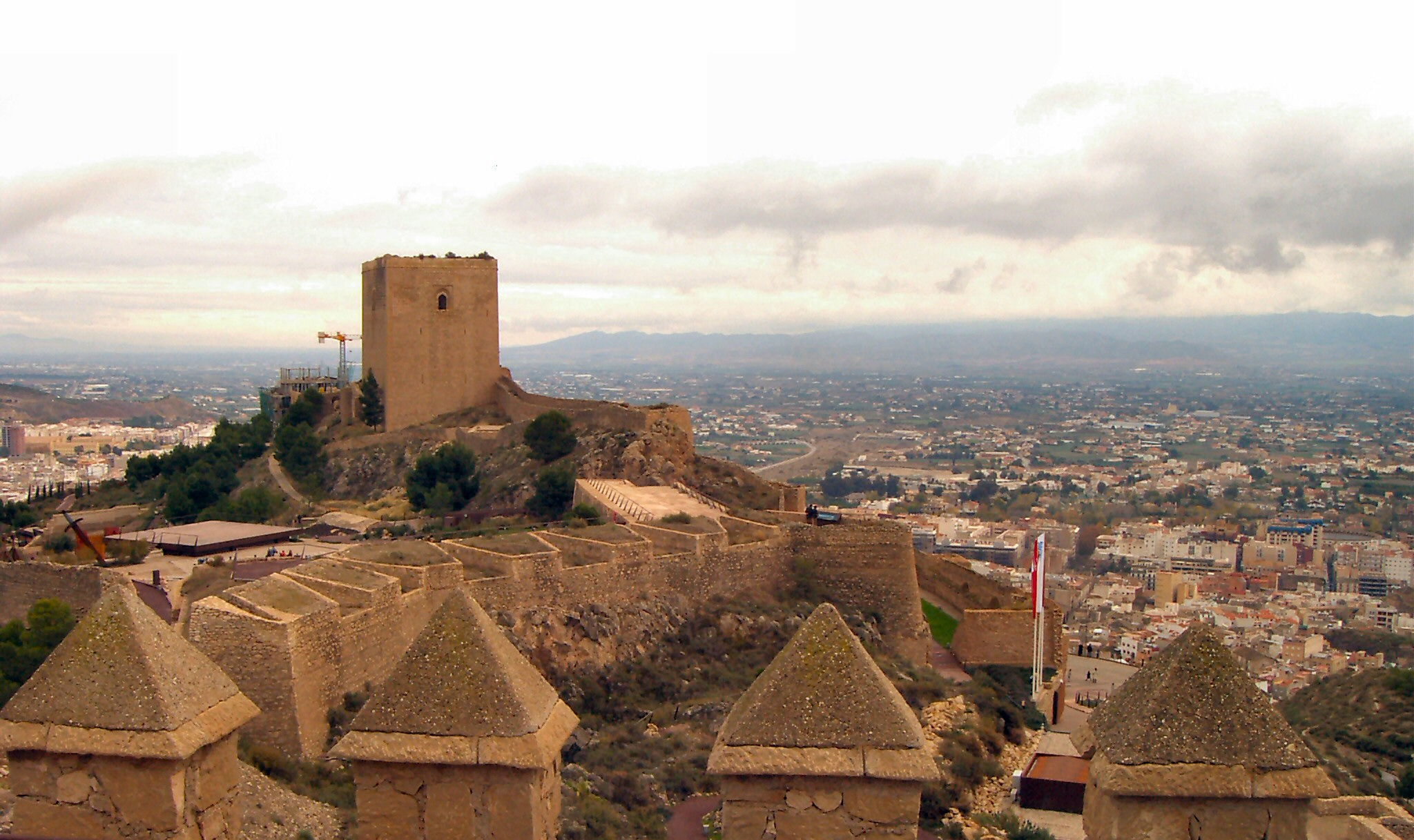

Lorca è un comune spagnolo di 91 906 abitanti situato nella comunità autonoma di Murcia, da cui dista 63 km, ai bordi della Sierra del Caño sul fiume Guadalentín a 353 m s.l.m.
Il comune è costituito da ben 24 centri abitati, ma la popolazione si accentra nel capoluogo che è una cittadina di 50 000 abitanti con case bianche di tipo andaluso inserite nel paesaggio aspro della Cordigliera Betica.
La sua economia si basa essenzialmente sull'agricoltura, l'allevamento del bestiame bovino, suino e caprino e sul commercio; è collegata ottimamente al resto del Paese con diverse vie di comunicazione.

## Storia
Essendo situata in una specie di corridoio fra il Levante e l'Andalusia fu un passaggio obbligato per i popoli della preistoria e per quelli che si succedettero nei tempi successivi. Dai ritrovamenti casuali e dagli scavi effettuati sistematicamente risulta che la prima presenza umana nella zona si ebbe nel Paleolitico medio. Resti di un insediamento argarico si trovano nel sottosuolo del castello. 
Ai popoli iberici succedettero i Romani; il periodo di dominazione romana fu di prosperità per la città che venne chiamata Eliocroca e fu una mansio cioè una stazione militare fra Cartagena e Almería.
Il Cristianesimo si diffuse presto e nel Concilio di Elvira del 300-302 d.C. Lorca fu rappresentata dal suo vescovo Suceso. La città, prospera e importante durante il periodo visigotico, fece parte del regno di Toledo. Con il trattato che va sotto il nome del re visigoto Teodomiro (Tudmir per gli Arabi) firmato dallo stesso Teodomiro e da Abd al-Aziz furono fissati nel 713 i limiti e l'assegnazione delle diverse zone di confine ai Cristiani o ai Musulmani, e Lorca fece parte di un territorio autonomo detto cora di Tudmir che ebbe però vita effimera perché scomparve con la morte di Teodomiro. Durante la dominazione araba Lorca fu un Iqlin cioè una piccola unità amministrativa con poco territorio composta da un castello fortificato che disponeva di un certo numero di armati agli ordini di un capo detto caid. La sua economia era basata sull'agricoltura diffusa su tutto il territorio anche se, a differenza delle precedenti, la musulmana fu soprattutto una civiltà urbana in cui le città ebbero un grande sviluppo. Nel caso di centri minori come Lorca la medina si disponeva ai piedi del castello che aveva una cerchia di mura e porte; al centro dell'abitato stava la moschea attorno alla quale c'erano i mercati e il granaio pubblico, nei sobborghi trovavano posto gli artigiani e i mercati specializzati.
All'atto dell'invasione arabo-berbera la quasi totalità della Spagna era celtibera e romano-visigota cristiana, buona parte di essa passò all'islamismo perché, anche se gli Arabi non perseguitarono generalmente gli appartenenti a fedi diverse come i cristiani e gli ebrei, elargirono notevoli concessioni politiche, sociali ed economiche, fra cui una minore imposizione fiscale, a coloro che si convertirono all'islamismo. Unitasi presto politicamente, la Spagna islamica ruppe con Abd al-Rahman I i vincoli con l'Oriente e Abd al-Rahman II nell'anno 825 riordinò lo stato, si proclamò califfo ponendo la capitale del califfato a Cordova, che raggiunse l'apogeo della sua storia e Lorca fu incorporata nel califfato. Rivalità interne e, in parte, l'offensiva cristiana iniziata nel 722 a Covadonga nella Cantabria, condotta lentamente e non unitariamente dai vari regni cristiani, determinarono intorno al 1030 la dispersione del Califfato in tanti piccoli regni detti Taifas e ciò favori la Reconquista cristiana che avvenne per mezzo di combattimenti o di trattati con i Musulmani. 
Nel 1243 con la firma del patto di Alcaraz da parte di Ferdinando III, Murcia entrò a far parte del regime di protettorato castigliano, seguita da Lorca che capitolò poi pacificamente senza combattere nell'anno successivo. Per ripopolare la città abbandonata dai Musulmani Alfonso I concesse alcuni privilegi a chi venisse ad abitarvi, ciò si ripeté nel corso del XIII secolo e si divisero le terre abbandonate dagli Arabi. Lorca rimase però una terra di frontiera e dovette sopportare le conseguenze dei tentativi di riscatto arabi con la venuta di altri Berberi dall'Africa. Problemi si ebbero nel 1264 con la sollevazione dei mudejares (musulmani cristianizzati o comunque residenti in territori cristiani) ma la fortezza resistette e tutto si concluse con l'espulsione dei mudejares decisa da Giacomo I nel 1265-66.
Nel 1442 Giovanni II concesse a Lorca il titolo di muy noble ciudad e, alla fine del XV secolo, Lorca s'ingrandì a spese delle città vicine nella determinazione dei confini dei diversi centri seguita alla conquista di Granada, consegnata nel 1492 dall'ultimo re arabo Mohammed XII Boabdil a re Ferdinando il Cattolico.
Con la presa di Granada nel 1492 Lorca non fu più città di frontiera e fu soltanto una cittadina agricola della regione di Murcia di cui seguì le sorti nei secoli successivi. 
Nel XVI secolo la città contava circa 5 000 abitanti, la sua struttura economica era ancora basata sul settore primario e ciò non variò fino alla metà del secolo XVIII. Dal 1665 e fino al primo ventennio del Settecento si ebbe una crescita demografica con miglioramento delle condizioni economiche generali grazie ad un più razionale sfruttamento delle risorse agricole. Si costruirono diversi edifici pubblici e privati e crebbe la potenza economica e politica della nobiltà e del clero che aumentò il suo patrimonio grazie a cospicue donazioni. Nobili e clero detennero infatti il potere economico concentrando nelle loro mani terre ed acque utilizzate per l'irrigazione dei campi finché nel XIX secolo intervenne la legge di desamortisacion con la quale lo stato espropriò la cosiddetta "manomorta", cioè l'insieme dei beni immobiliari inalienabili ed esenti da imposte e tasse. Nei primi decenni del XIX secolo la guerra napoleonica, le epidemie di peste gialla, di colera e di paludismo decimarono la popolazione che fu colpita anche da inondazioni ed anni di siccità. La popolazione rurale in parte emigrò abbandonando le terre meno produttive e in parte si concentrò nelle terre irrigue più produttive e remunerative.
La città disponeva di una modesta industria tessile che entrò in crisi fra gli anni cinquanta e sessanta del XX secolo e causò, congiuntamente alle ristrettezze economiche e ai bassi salari offerti dall'agricoltura, l'emigrazione verso la Catalogna in cui la crescita dell'industria necessitava di operai ai quali offriva salari e condizioni di vita migliori.
Oggi il comune, che ha visto in seguito un aumento demografico considerevole, è il centro nevralgico di un'ampia zona che comprende anche paesi andalusi della provincia di Almeria, tanto che si assiste all'immigrazione di lavoratori dal Centro America, in prevalenza dall'Ecuador, e dalle zone del Maghreb del Nord Africa.
L'11 maggio 2011 la città è stata colpita da un sisma con scosse che hanno raggiunto magnitudo 5,3 e che hanno causato seri danni materiali e 9 vittime. Fortunatamente il rispetto delle norme antisismiche per la costruzione degli edifici -la zona è notoriamente soggetta a terremoti- ha evitato conseguenze ancora più gravi.

## Monumenti
- La Quintilla, villa romana di età imperiale (I - II secolo) con pitture e mosaici in parte ancora visibili (fra cui una Venere che avanza su una conchiglia con agli angoli la personificazione delle quattro stagioni). All'interno sono state rinvenute molte ceramiche provenienti sia da altre regioni ispaniche, che dalla Gallia e dall'Africa;[1]
- Casa de los Musso del '600 con torrione;

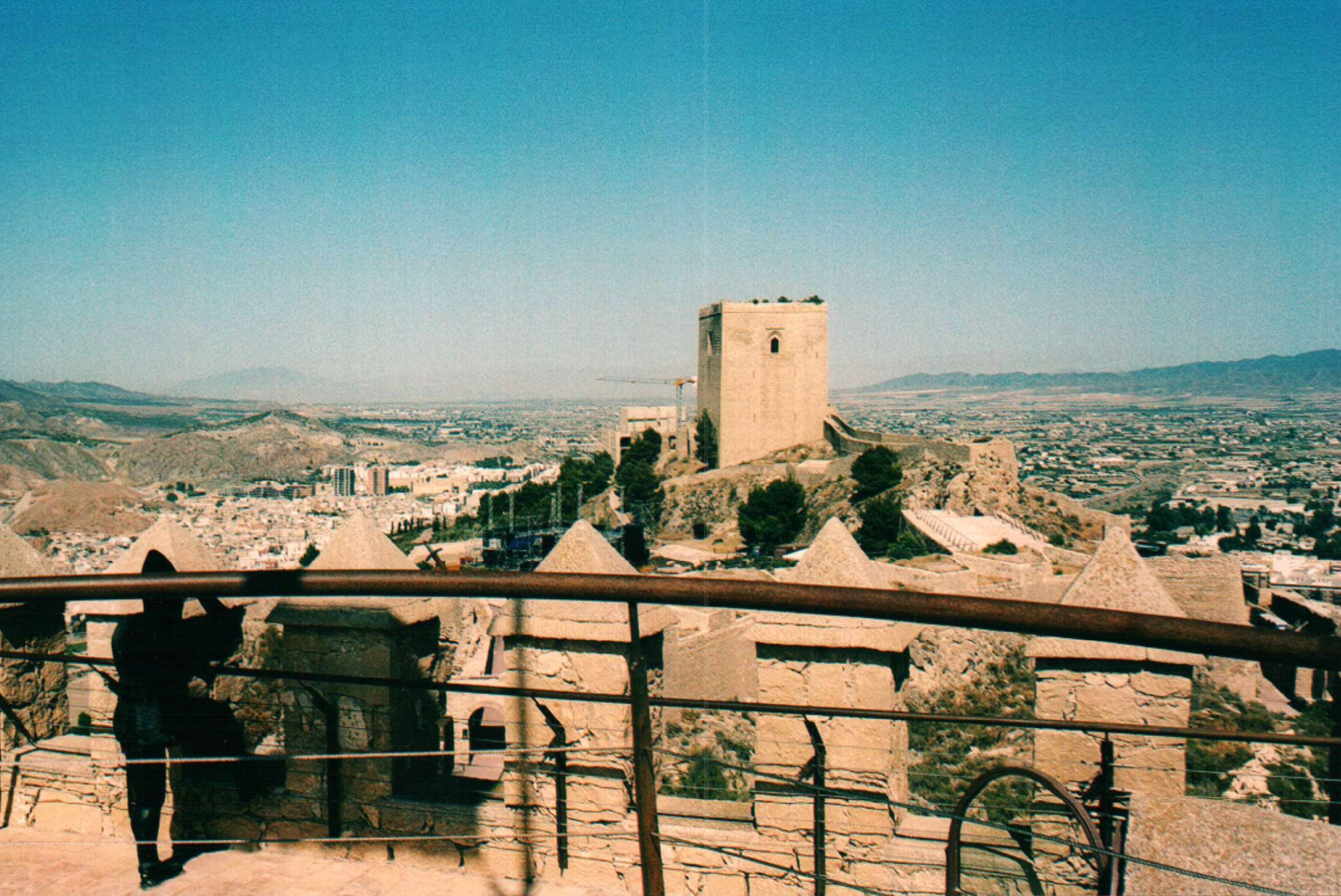

- Palacio de Guevara o Casa delle Colonne, del 1694, dichiarato Bene di interesse culturale della Spagna, è uno dei più importanti simboli della città ed uno dei migliori esempi di barocco non religioso del levante spagnolo;
- Palacio de San Julian del XVI secolo;
- Il Castello di Lorca, eretto nel XIII secolo e restaurato nel XIX. Domina dall'alto la città antica con la sua potente torre mudéjar dei secoli XIV-XV;
- Municipio (Ayuntamiento) dei secoli XVII-XVIII;
- San Mateo della fine del XVIII secolo;
- Colegiata de San Patricio, fondata nel 1571 e terminata 1772 in forme barocche molto ornate, dichiarata monumento nazionale;
- San Pedro, chiesa del XV secolo;
- Santa Maria, chiesa costruita su un'antica moschea agli inizi del XV secolo;
- San Juan, chiesa barocca del XVII secolo;
- Museo Archeologico municipale.

## Dintorni
A 15 km, Aledo con castello dell'XI secolo e imponente torrione.
A 18 km, Puerto Lumbreras ("Puerto" in quanto posizionata su un passo di bassa montagna, che separe la regione di Murcia dall'Andalusia). A 30 km, Alhama de Murcia dominata dalle rovine di una fortezza araba ad ovest della quale si estende il Parque natural de la Sierra Espuňa di circa 10000 ha verde di pini e con fantastiche formazioni calcaree.

## Feste
Oltre alle feste dei diversi quartieri della città e delle frazioni, la Semana Santa (Settimana Santa) viene celebrata seguendo le caratteristiche andaluse e il Carnaval (Carnevale) con sfilate di carri e altre feste pubbliche. Ci sono poi El Corpus festa del giorno del Corpus Domini, le Fiestas de la Patrona dal 1º al 10 settembre con esposizioni, tornei, concorsi vari di danze, concerti,  la cosiddetta Serenada a la Virgen de las Huertas in cui cantanti e complessi musicali si esibiscono in musiche in onore della Vergine e le strade vengono infiorate prima del passaggio delle processioni.
Si hanno poi diverse fiere spesso con feste e manifestazioni collaterali: la Feira del Caballo, l'Expoflor, il Salon del Estudiante, il Sepor fiera dell'allevamento suino.